# 望亭镇 (苏州市)
望亭镇，是中华人民共和国江苏省苏州市相城区下辖的一个乡镇级行政单位。

## 行政区划
望亭镇下辖以下地区：
人民社区、鹤溪社区、新埂村、何家角村、宅基村、迎湖村、项路村、四旺村和华阳村。